# Centre international de recherche et de documentation sur les traditions et les langues africaines
Le Centre international de recherche et de documentation sur les traditions et les langues africaines (en abrégé CERDOTOLA, anciennement Centre régional de recherche et de documentation sur les traditions orales et pour le développement des langues africaines) est un centre de recherche public dont le siège est situé à Yaoundé, la capitale du Cameroun.

## Historique
Le CERDOTOLA a été fondé le 25 août 1977,,, par la volonté de 11 États africains. En 2020, son statut évolue d'institution régionale en institution internationale.
Son directeur (qui porte le titre de « Secrétaire Exécutif ») est le professeur Charles Binam Bikoï.

## Organisation
Le CERDOTOLA est composé de sept départements :
- le Département Scientifique (DS) ;
- le Département de la Valorisation et des Productions (DVP) ;
- la Direction des Services Généraux et de la Logistique (DSGL) ;
- le Laboratoire des Ressources Orales (LRO) ;
- le Cabinet du Secrétaire Exécutif ;
- les Bureaux-Pays ;
- les Éditions du CERDOTOLA.

## Domaines de recherche
Les principaux domaines de recherche⁣ :
- civilisations, pratiques et techniques traditionnelles ;
- cultures immatérielles et savoirs ;
- convivialité et éthique sociale ;
- cangues pour le développement ;
- histoire des peuples d’Afrique ;
- modélisation et valorisation des connaissances et des savoirs traditionnels.

## Projets
- Atlas linguistique de l'Afrique Centrale (ALAC)[8],[9].